# Xenostegia
Xenostegia é um género botânico pertencente à família Convolvulaceae.